# Metz-Robert
Metz-Robert település Franciaországban, Aube megyében. Lakosainak száma 55 fő (2022. január 1.). Metz-Robert Chaource, Cussangy és Les Loges-Margueron községekkel határos.

## Népesség
A település népessége az elmúlt években az alábbi módon változott:
| Lakosok száma | 42   | 49   | 47   | 60   | 53   | 58   | 61   | 64   | 61   | 55   |
|               | 1968 | 1982 | 1990 | 2006 | 2013 | 2015 | 2017 | 2019 | 2020 | 2022 |